# Хохлатка язгулемская
Хохла́тка язгуле́мская (лат. Corýdalis yazgulémica) — вид двудольных цветковых растений, включённый в род Хохлатка (Corydalis) подсемейства Дымянковые (Fumarioideae) семейства Маковые (Papaveraceae).

## Название
Видовой топоним лат. yazgulémica присвоен виду по месту описания — Язгулемскому хребту в системе Восточного Памира.

## Ботаническое описание
Многолетнее травянистое растение с мощным корнем и каудексом, который густо покрыт бурыми чешуйками, образующимися из оснований отмерших черешков. Стебли тонко-бороздчатые, безлистные, 6—15 см высотой.
Листья только прикорневые, образуют наскальные подушки; размер вместе с тонким черешком 7—18 × 1,5—3 см. По форме продолговато-треугольные, перисто-рассечённые с трёхдольными мясистыми сегментами на коротких черешочках или почти сидячие.
Соцветие — простая Кисть с несколькими цветками, не превышает длины листьев или лишь немного выше их. Прицветники травянистые, узко-треугольные, 2–3 × 0,7–1 мм. Цветоножки 6—12(до 17) мм длиной. Чашелистики плёнчатые, неправильно-треугольные, 2–3 × 0,7–1 мм, слегка зубчатые по краю. Венчик жёлтый, отгиб наружных лепестков с зелёным горбиком в центре и с остроконечием 0,5 мм; 15–20 мм длиной и 2,5 мм шириной у снования. Шпорец короткий, мешковидный, тупой, 3—5 мм длиной.
Коробочки линейные, 15 × 2–2,5 мм, на конце с игловидным заострением 5—6 мм длиной. Семена чёрные, блестящие, сетчатые, 1–1,2 мм в диаметре, с некрупной карункулой, прижатой к телу семени.

## Ареал
Эндемик Западного Памира. Найден в Таджикистане, в Горно-Бадахшанской автономной области, на Язгулемском хребте.

## Экология
Растёт в притенённых нишах отвесных конгломератных скал северной экспозиции на высоте 3000—3500 м над уровнем моря.
В процессе адаптации к сухим каменистым местообитаниям у Corydalis yazgulemica, как и у других видов секции Strictae (Fedde) Wendelbo, сформировался ряд признаков, не свойственных роду в целом: жёсткие стебли с хорошо развитыми механическими тканями, мясистые листья с толстой кутикулой, проникающая глубоко в почву корневая система с мощными каудексами, покрытыми основаниями отмерших черешков, в пазухах которых сохраняются почки.

## Классификация

### Таксономия
Corydalis yazgulemica Mikhailova & Sochivko, 2022, Turczaninowia 25(3): 75. Вид описан с Язгулемского хребта по сборам А. В. Сочивко 2021 года.
Вид Хохлатка язгулемская относится к роду Хохлатка (Corydalis) секции Strictae трибы Дымянковые (Fumarieae) подсемейства Дымянковые (Fumarioideae) семейства Маковые (Papaveraceae) порядка Лютикоцветные (Ranunculales).
Кладограмма в соответствии с Системой APG IV
|  |                          |  |                                   |                                   |                   |  | ещё 6 семейств, в том числе Лютиковые, Луносемянниковые, Барбарисовые | ещё 6 семейств, в том числе Лютиковые, Луносемянниковые, Барбарисовые |                                            |  |  |  | еще 20 родов                 | еще 20 родов         |  |  |
|  |                          |  |                                   |                                   |                   |  | ещё 6 семейств, в том числе Лютиковые, Луносемянниковые, Барбарисовые | ещё 6 семейств, в том числе Лютиковые, Луносемянниковые, Барбарисовые |                                            |  |  |  | еще 20 родов                 | еще 20 родов         |  |  |
|  |                          |  |                                   | порядок Лютикоцветные             |                   |  |                                                                       |                                                                       | подсемейство Дымянковые                    |  |  |  |                              | Хохлатка язгулемская |  |  |
|  |                          |  |                                   | порядок Лютикоцветные             |                   |  |                                                                       |                                                                       | подсемейство Дымянковые                    |  |  |  |                              | Хохлатка язгулемская |  |  |
|  | клада Цветковые растения |  |                                   |                                   | семейство Маковые |  |                                                                       |                                                                       | род Хохлатка                               |  |  |  |                              |                      |  |  |
|  | клада Цветковые растения |  |                                   |                                   |                   |  |                                                                       |                                                                       |                                            |  |  |  |                              |                      |  |  |
|  |                          |  | ещё 63 порядка цветковых растений | ещё 63 порядка цветковых растений |                   |  |                                                                       | ещё 1 подсемейство Маковые (Papaveroideae)                            | ещё 1 подсемейство Маковые (Papaveroideae) |  |  |  | еще 537 подтвержденных видов |                      |  |  |
|  |                          |  |                                   | ещё 63 порядка цветковых растений |                   |  |                                                                       |                                                                       | ещё 1 подсемейство Маковые (Papaveroideae) |  |  |  |                              |                      |  |  |